# Ліки вибору
«Ліки вибору» (англ. Drug of Choice) — науково-фантастичний роман американського письменника Майкла Крайтона, вперше надрукований 1970 року. Шостий твір під псевдонімом Джон Ланге. У листопаді 2013 року Hard Case Crime перевидав роман під ім’ям Кріктона.

## Сюжет
Головний герой — лікар у відділенні невідкладної допомоги, у якого у кількох пацієнтів виявляються дивні симптоми, включаючи блакитну сечу. Роман розповідає, як він намагається виявити причину цього стану, і коли виявляється, що це наркотик, розроблений таємничою корпорацією, слід веде його до самотнього карибського острова, який служить своєрідним парком розваг, де уяву не відрізнити від реальності.

## Ймовірна адаптація для фільму
У 1970 році актор Роберт Форстер та його агент Девід де Сілва відмовилися від прав на стрічку, щоб зняти фільм під назвою «Висока синхронізація» з Форстером. Джона Нейфельда найняли для написання сценарію. «На відміну від книги, наш сценарій не матиме щасливого кінця», - зазначив Форстер. «Ми вважаємо, що фільм повинен служити попередженням». Однак фільм так і не вийшов.